# Horst Schimanski
Horst Schimanski – postać fikcyjna, grająca w serialu telewizyjnym pt. Tatort. Schimanski pełnił funkcję głównego inspektora w Duisburgu przez 29 odcinków, od 28 czerwca 1981. Po przerwie, od 1991 do 1997 powrócił do grania w serialu kriminalnym i wcielał się w swoją poprzednią rolę aż do 2013.

## Życiorys
Serial Tatort, w którym grał Schimanski z Duisburga, od 1981 zwracał uwagę na problemy dotyczące spekulowania ziemią, bezrobocie i na inne, ciemne strony niemieckiego społeczeństwa. Politykom i dziennikarzom nie podobało się zaangażowanie Schimanskiego w sytuacje odnoszące się do miasta i mieszkańców; w pewnym momencie to już nie był tylko serial kryminalny, a bardziej serial kryminalny na faktach, mówiący o codzienności, z którą musieli zmagać się ludzie w tamtych czasach w Duisburgu. Z czasem powstała nawet akcja przeciwko Schimanskiemu. Ludzie nie mogli zrozumieć, dlaczego aktor pokazuje ich miasto w złym świetle. Jednak po latach zrozumieli, że Schimanski chce im tylko otworzyć oczy i pokazać, że można żyć inaczej – lepiej.
W 1989 jeden z ostatnich odcinków nagrano w Monachium ze względu na mniejsze koszty. Jednak ta zmiana okazała się wielką porażką. Fani serialu zauważyli zmiany już na samym początku i czuli się oszukani.

## Filmografia (29 odcinków)
- odc. 126, Duisburg-Ruhrort (1981),
- odc. 131, Grenzgänger (1981),
- odc. 134, Der unsichtbare Gegner (1982),
- odc. 138, Das Mädchen auf der Treppe (1982),
- odc. 143, Kuscheltiere (1982),
- odc. 146, Miriam (1983),
- odc. 156, Kielwasser (1984),
- odc. 159, Zweierlei Blut (1984),
- odc. 164, Rechnung ohne Wirt (1984),
- odc. 167, Doppelspiel (1985),
- odc. 171, Das Haus im Wald (1985),
- odc. 180, Der Tausch (1986),
- odc. 184, Schwarzes Wochenende (1986),
- odc. 188, Freunde (1986),
- odc. 194, Spielverderber (1987),
- odc. 200, Zahn um Zahn (1987),
- odc. 205, Gebrochene Blüten (1988),
- odc. 209, Einzelhaft (1988),
- odc. 214, Moltke (1988),
- odc. 217, Der Pott (1989),
- odc. 222, Blutspur (1989),
- odc. 225, Katjas Schweigen (1989),
- odc. 230, Medizinmänner (1990),
- odc. 232, Zabou (1990),
- odc. 234, Schimanskis Waffe (1990),
- odc. 235, Unter Brüdern (1990),
- odc. 244, Bis zum Hals im Dreck (1991),
- odc. 250, Kinderlieb (1991),
- odc. 252, Der Fall Schimanski (1991).

1997–2013 rok
- Die Schwadron (1997),
- Blutsbrüder (1997),
- Hart am Limit (1997),
- Muttertag (1998),
- Rattennest (1998),
- Geschwister (1998),
- Sehnsucht (1999),
- Tödliche Liebe (2000),
- Schimanski muss leiden (2000),
- Kinder der Hölle (2001),
- Asyl (2002),
- Das Geheimnis des Golem (2004),
- Sünde (2005),
- Tod in der Siedlung (2007),
- Schicht im Schacht (2008),
- Schuld und Sühne (2011),
- Loverboy (2013).

## Upamiętnienie
W Duisburgu w dzielnicy Ruhrort powstała aleja dedykowana Horstowi Schimanskiemu (niem. Horst-Schimanski-Gasse).

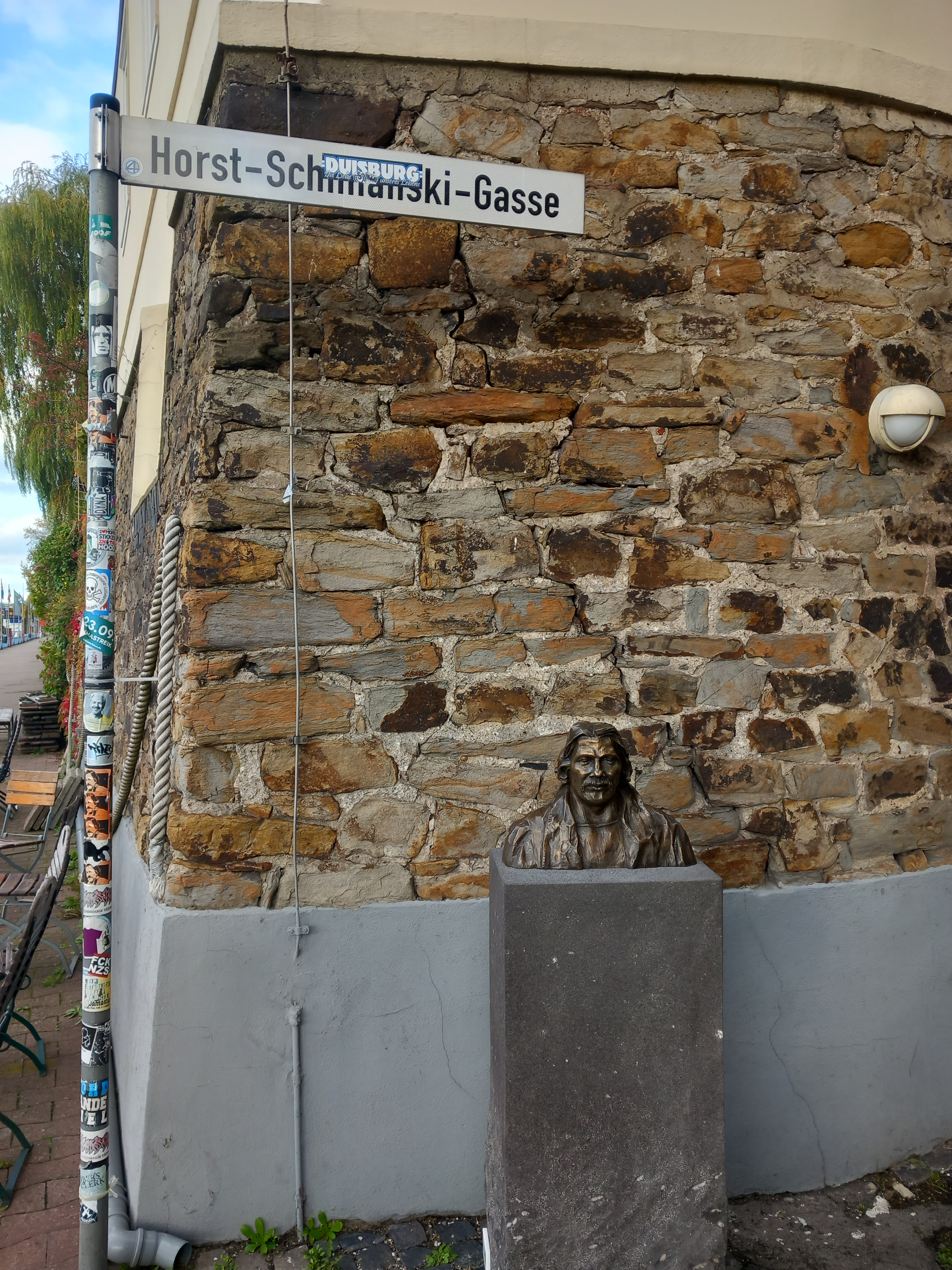
Horst-Schimanski-Gasse w Duisburgu
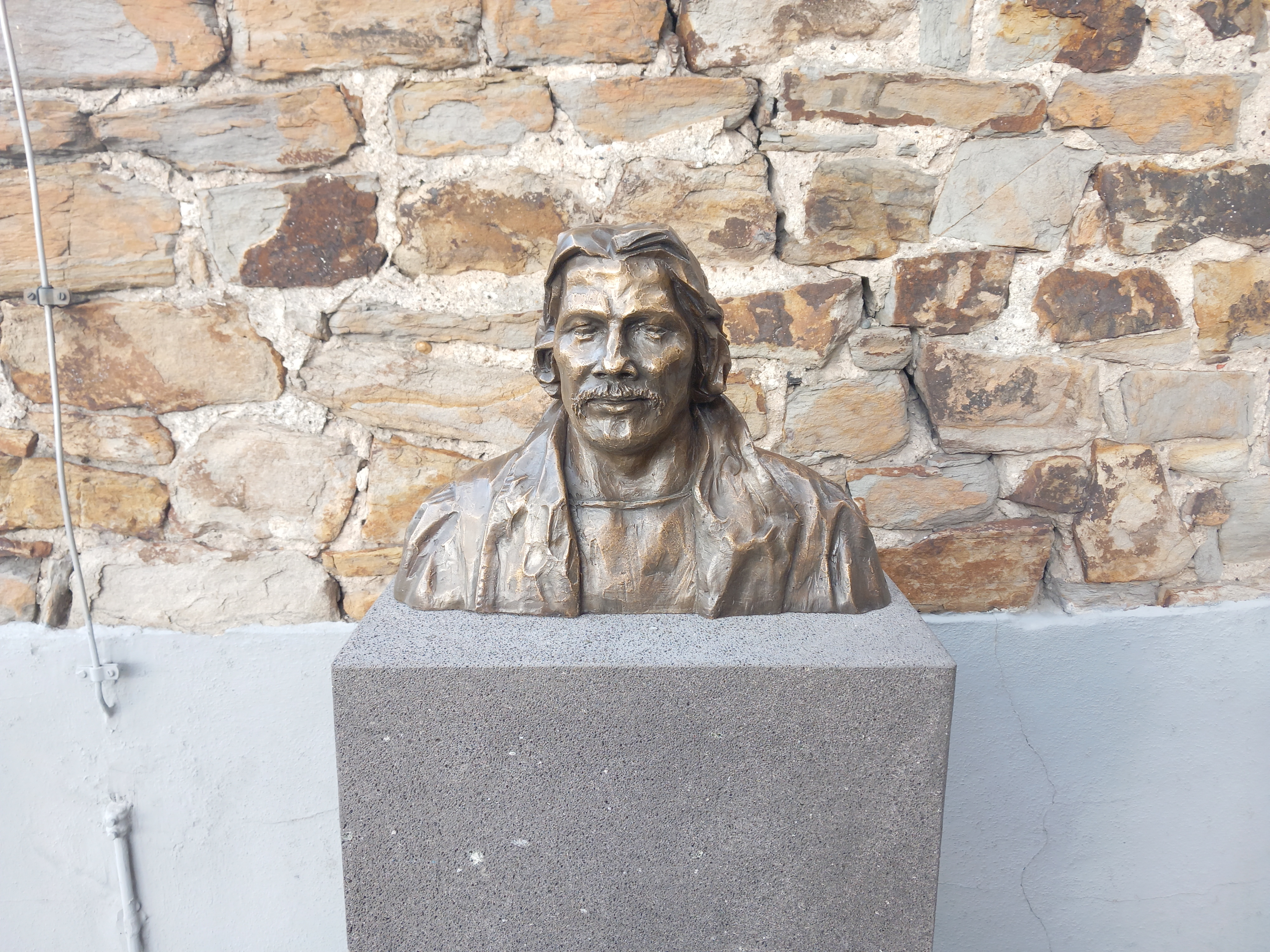
Pomnik Horsta Schimanskiego w Duisburgu
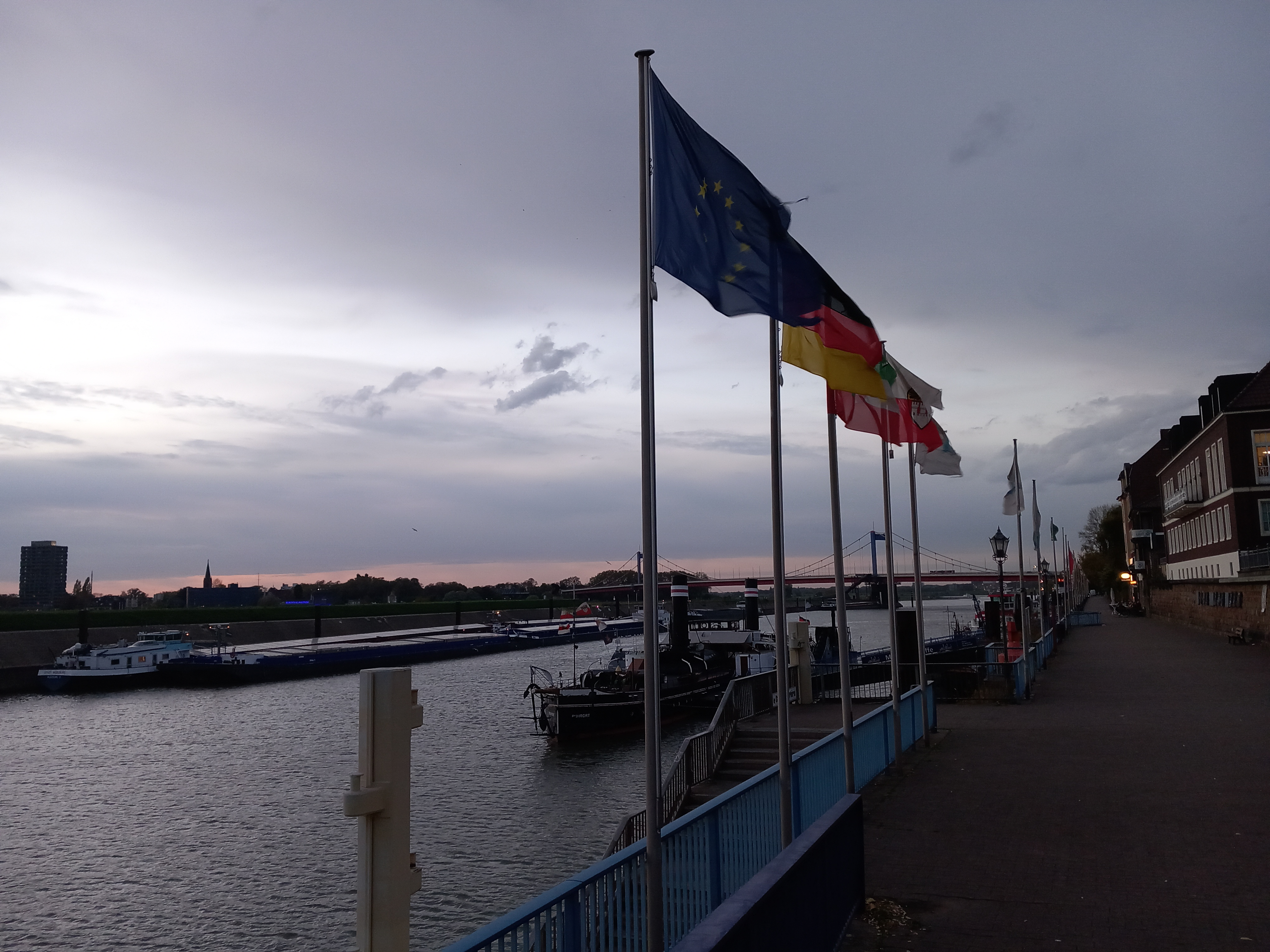
Ren, dzielnica Ruhrort w Duisburgu